# Thomana saß annoch betrübt, BWV Anh. 19
{{Infotaula obra musical Thomana saß annoch betrübt, BWV Anh. 19 (Sant Tomàs estava encara afligit) és una cantata perduda de Bach, estrenada a Leipzig el 21 de novembre de 1734, per la presa de possessió de Johann August Ernesti, com a nou rector de l'Escola de Sant Tomàs (Thomasschule); el text és de Johann August Landvoigt.